# Moon (film)
 For alternative betydninger, se Moon. (Se også artikler, som begynder med Moon)
Moon er en britisk science fiction-film fra 2009, instrueret af Duncan Jones, som har skrevet den sammen med Nathan Parker. 

## Plot
Filmen handler om Sam Bell (Sam Rockwell) der er den eneste beboer på en månebase, hvor han arbejder med at udvinde Helium-3 til brug for Jordens energiforsyning. Han er ansat på en 3-årig kontrakt og har en robot som hjælper. To uger før hans kontrakt udløber begynder der at ske sære ting på månebasen.

## Medvirkende
- Sam Rockwell som Sam Bell
- Kevin Spacey som GERTY (stemme)
- Dominique McElligott som Tess Bell
- Kaya Scodelario som Eve Bell
- Benedict Wong som Thompson
- Matt Berry som Overmeyers
- Malcolm Stewart som 'the technician'
- Robin Chalk som Sam Bell-klon